# Bardou
Bardou é uma comuna francesa na região administrativa da Nova Aquitânia, no departamento Dordonha. Estende-se por uma área de 4,5 km². Em 2010 a comuna tinha 47 habitantes (densidade: 10,4 hab./km²).